# Anne-Sylvie Sprenger
Anne-Sylvie Sprenger, née le 22 septembre 1977 à Lausanne, est une écrivain et journaliste suisse.

## Biographie

### Origines et famille
Anne-Sylvie Sprenger naît le 22 septembre 1977 à Lausanne. Elle a un frère aîné, adopté en Haïti. 
Son père est électricien ; sa mère, secrétaire. Tous deux sont d'anciens membres de l'Armée du salut et, à l'époque de sa naissance, concierges de leur immeuble.  
Elle est veuve depuis 2014 d'un réalisateur épousé cinq ans plus tôt et mère d'un enfant. 
Elle grandit à Lausanne. Après avoir habité à Bienne, elle réemménage à Lausanne en 2012. 

### Études
Après avoir réalisé un court métrage primé au gymnase, elle passe six mois à la New York Film Academy. De retour en Suisse, elle s'inscrit à l'École cantonale d'art de Lausanne, en cinéma, mais échoue lors de l'année propédeutique, notamment consacrée au dessin et à la sculpture. Elle se tourne alors vers des études journalisme, tout en travaillant comme correctrice pour 24 heures.  
Elle est titulaire depuis 2002 d'une licence en journalisme et communication (universités de Fribourg et de Neuchâtel) et en cinéma (Université de Lausanne),.  

### Parcours professionnel
Elle obtient en 2004 son inscription au registre professionnel des journalistes. 
D'abord critique littéraire, de théâtre et de cinéma pour les journaux 24 heures, L'Hebdo et Le Matin Dimanche, elle devient en 2016 animatrice de débats et programmatrice au Salon du livre de Genève, puis responsable éditoriale de l'agence de presse protestante Protestinfo en 2019. 

### Parcours littéraire
Elle lance fin 2003 un webzine décalé intitulé Vilain petit canard, tenu à jour jusqu'en 2005.
Après avoir rencontré Jacques Chessex 2006, qui devient son mentor et son témoin de mariage, elle publie son premier roman en 2007, Vorace, suivi de Sale fille en 2008. En 2010, elle fait paraître La veuve du Christ puis Autoportrait givré et dégradant en 2012.
Selon ses propres déclarations, ses livres s'intéressent « aux accrocs de la vie et à sa lumière, à la question du mal et au sacré ».

## Publications
- Vorace, roman, Fayard, Paris, 2007[7],[8],[9]. Adapté au théâtre en 2011[10]
- Sale fille, roman, Fayard, Paris, 2008[11],[12]
- La Veuve du Christ, roman, Fayard, Paris, 2010[13]
- Autoportrait givré et dégradant, roman, Fayard, Paris, 2012[14]

## Autre source
- Jean-Michel Olivier entretien in Scènes magazines avril 2007, no 194 p. 48